# François Sully
Pour les articles homonymes, voir Sully.
François Sully est un photographe de guerre et journaliste français, né à Paris le 7 août 1927 et mort le 24 février 1971 à la base militaire américaine Long Binh Post au Vietnam.
Correspondant de presse en Indochine depuis 1943, il représentait le magazine américain Newsweek pendant la guerre du Viêtnam.

## Biographie
François Sully, né en août 1927 à Paris, s’engage dans la Résistance française contre les Allemands à l’âge de dix-sept ans.
Après la fin de la Seconde Guerre mondiale, il rejoint le corps expéditionnaire français en Extrême-Orient de l’armée française qui l'affecte en Indochine.
Démobilisé et revenu à la vie civile en 1947, il est libéré à Saïgon, mais choisit de rester en Indochine où il dirige une plantation de thé qu’il est contraint ensuite d’abandonner.
Sully devient reporter-photographe et correspondant pour les publications vietnamiennes et françaises, dont le magazine français Asie du Sud-Est et couvre le conflit naissant de la guerre d’Indochine.
En plus du français et de l’anglais, il parle le vietnamien et le laotien.
En 1954, Sully est accrédité par Time Life pour documenter la bataille de Điện Biên Phủ.
En 1959, Sully travaille pour UPI. Il écrit des articles pour Time et ses photographies sont publiées par Black Star jusqu’à ce que Newsweek l’engage au début de 1961.
En septembre 1962, François Sully, qui est considéré comme le «doyen» des journalistes travaillant au Vietnam, est expulsé du pays par le président sud-vietnamien Ngô Đình Diệm, tout comme son confrère américain Homer Bigart.
L’expulsion de Bigart est annulée après l’intervention de l’ambassade américaine, mais François Sully doit quitter le pays parce que, selon le président, il avait « calomnié vicieusement » sa famille pendant des années. Les journaux vietnamiens d’État l’accusent d’être « un trafiquant d’opium et un espion pour le Viet Cong et d’organiser des orgies sexuelles ».
Diệm voulait que l’expulsion serve d’exemple à tous les journalistes qui tenaient compte des échecs de sa guerre assistée par les États-Unis contre les Viet Cong.
Après son expulsion du Vietnam, François Sully a étudié, soutenu par Newsweek, en bénéficiant d’une bourse Nieman Fellowship pour le journalisme à l'Université Harvard. Il travaille alors depuis les pays limitrophes, Laos, Cambodge, jusqu’à l'assassinat pu président Diệm en novembre 1963. Il retourne alors travailler au Vietnam.
Bien que Newsweek ait été le principal employeur de François Sully, il a aussi écrit pour un certain nombre d’autres magazines d’actualités, dont The Nation et The New Republic, et rédige aussi des articles pour le service de reportage commercial de McGraw-Hill, World News, qui les a distribués à Business Week, Medical World News, Engineering News Record et d’autres publications en 1967 et 1968.

### Circonstances de la mort
Le 24 février 1971, François Sully accompagne le général Do Cao Tri et d'autres militaires à bord d’un hélicoptère qui patrouillait la frontière vietnamo-cambodgienne. L’appareil explose en vol peu après son décollage de la base de Bien Hoa, tuant le général Do Cao Tri et huit autres personnes. Sully parvient à sauter de l'hélicoptère en feu et fait une chute d’environ 20 mètres. Il succombe à ses blessures trois heures après à l'hôpital de la base militaire américaine Long Binh Post.
François Sully a été inhumé au cimetière français Mạc Đĩnh Chi de Saïgon, détruit par les communistes en 1983. Il a légué les dix-huit millions de piastres de son assurance-vie à des orphelinats vietnamiens.

### Postérité
En 1985, la totalité des archives de François Sully ont été transférées à la Joseph P. Healey Library de l'Université du Massachusetts à Boston.

## Publications
- Age of the Guerilla: the New Warfare (New York: Parent's Magazine Press, 1968; réimprimé par Avon, 1970)
- We the Vietnamese: Voices from Vietnam, compilé et édité par François Sully (New York: Praeger, 1971)[6]